# Julio Antonio Medina
Julio Antonio Medina Morales (Panama, 14 luglio 1976) è un allenatore di calcio ed ex calciatore panamense, di ruolo centrocampista, tecnico dell'Árabe Unido 2.

## Caratteristiche tecniche
Era un trequartista.

## Carriera

### Giocatore

#### Club
Ha cominciato a giocare nell'Árabe Unido. Nel 2004 è passato all'Águila. Nel 2005 si è trasferito al Comunicaciones. Nel 2006, dopo aver giocato al Marathón, è tornato all'Árabe Unido. Nel 2007 è stato acquistato dal Chorrillo. Nel 2010 ha firmato un contratto con l'Árabe Unido, con cui ha concluso la propria carriera da calciatore nel 2013.

#### Nazionale
Ha debuttato in Nazionale il 16 febbraio 2000, nell'amichevole Panama-El Salvador (4-1), subentrando a Erick Martínez all'inizio del secondo tempo. Ha partecipato, con la Nazionale, alla CONCACAF Gold Cup 2005. Ha collezionato in totale, con la maglia della Nazionale, 43 presenze.

### Allenatore
Ha cominciato la propria carriera da allenatore nel 2014, alla guida del Chorrillo. Il 17 settembre 2018 è stato nominato tecnico dell'Universitario. Nel luglio 2019 firma un contratto con l'Árabe Unido 2.

## Palmarès

### Club

#### Competizioni nazionali
- Campionato panamense di calcio: 4

Árabe Unido: 1998-1999, 2001, 2002, 2004